# Marta Berowska

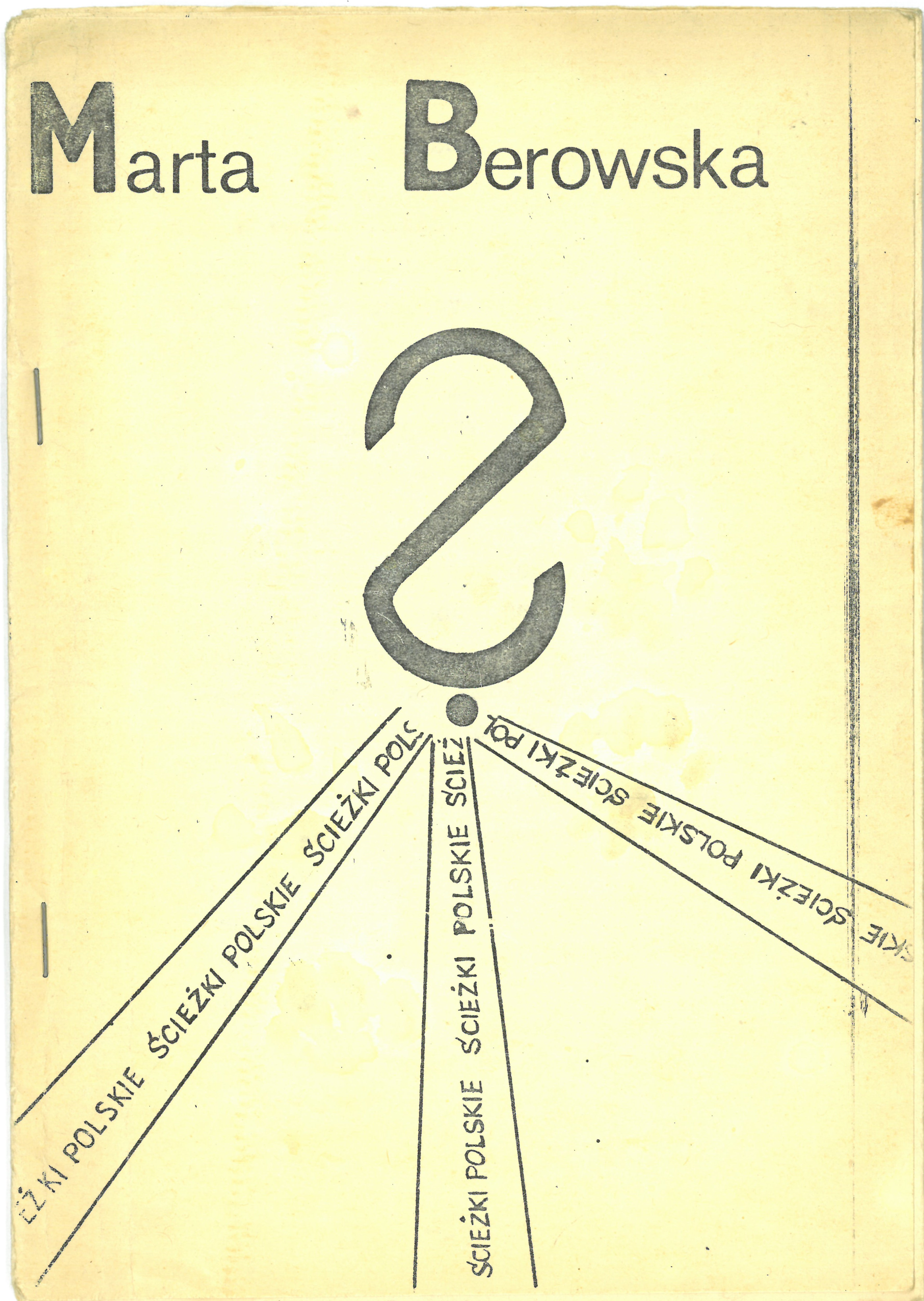
Okładka zbiorku poetyckiego "Ścieżki polskie" Bytom 1989

Marta Berowska (ur. 26 stycznia 1952 w Warszawie) – polska poetka, autorka sztuk scenicznych oraz słuchowisk dla dzieci i młodzieży.

## Życiorys
Ukończyła technikum terenów zielonych. Debiutowała w 1971 na łamach tygodnika "Radar" jako poetka. W latach 1970. była członkiem grupy literackiej "Konfederacja Nowego Romantyzmu". Po zaprzestaniu jawnej działalności przez KNR jako grupy poetyckiej nadal związana ze środowiskiem "noworomantycznym" tworzącym nieformalne środowisko literackie.

## Twórczość wybrana
- Za kurtyną z koralu (1981)
- Szczury Pana Boga (1991)
- Ścieżki polskie (1989 na prawach rękopisu)
- Róże Augusta Rodina (1995)
- ...i tam mnie znajdziecie po latach (2019)